# Быстров, Борис Александрович
Борис Александрович Быстров (25 февраля 1907, Нижний Новгород — 5 сентября 1963, Мичуринск, Тамбовская область) — российский учёный, кандидат сельскохозяйственных наук, директор Плодоовощного института имени И. В. Мичурина (1946—1954), ректор Мичуринского педагогического института. Майор госбезопасности.

## Биография
Родился 25 февраля 1907 года в семье служащих. В 1931 году окончил биологический факультет Томского университета по специальности «селекционер-генетик» и в 1935 году — аспирантуру при Омском СХИ, кандидат сельскохозяйственных наук (1940). В 1940—1941 годах — доцент кафедры биологии Омского СХИ.
В июле 1941 года поступил на службу в органы госбезопасности. Лично разоблачил 3 агентов немецкой военной контрразведки. С осени 1944 года — начальник отдела контрразведки Смерш 3-й Ударной армии. Руководил отделением и оперативными группами СМЕРШ по задержанию гитлеровцев и захвату оперативно ценных документов немецкой разведки в Латвии, Польше и Германии.
После войны продолжил научно-преподавательскую деятельность:
- 1946—1954 директор Мичуринского плодоовощного института,
- 1954—1955 декан биологического факультета,
- 1955—1960 директор Чакинской опытной сельскохозяйственной станции,
- с 1960 года — ректор Мичуринского педагогического института.

## Награды
Награждён орденами Красного Знамени, Отечественной войны II степени и Красной Звезды.